# JFEコンテイナー
JFEコンテイナー株式会社（ジェイエフイーコンテイナー、英文 JFE Container CO.,Ltd.）は、ドラム缶や高圧ガス容器などの産業容器を製造する、JFEスチールグループの企業である。川鉄コンテイナーと鋼管ドラムが合併し発足した。

## 主要事業所
- 本社 - 東京都千代田区神田猿楽町
- 大阪営業 - 大阪府大阪市西区江戸堀
- 千葉工場 - 千葉県千葉市中央区新浜町
- 川崎工場 - 神奈川県川崎市川崎区浮島町
- 堺工場 - 大阪府堺市堺区大浜西町
- 水島工場 - 岡山県倉敷市水島西通1丁目
- ガス容器工場 - 神奈川県川崎市川崎区浮島町

## 沿革
- 1961年（昭和36年）4月25日 - 日本スチールコンテイナー株式会社設立。
- 1962年（昭和37年）4月 - 伊丹工場操業開始。
- 1965年（昭和40年）
  - 6月 - 千葉工場操業開始。
  - 7月 - 伊丹製缶株式会社を吸収合併し、川鉄コンテイナー株式会社に商号変更。
- 1969年（昭和44年）4月 - 水島工場操業開始。
- 1995年（平成7年）3月10日 - 大証二部に株式上場。
- 2003年（平成15年）
  - 4月1日 - 川鉄コンテイナーと鋼管ドラム株式会社（1961年11月設立）が合併し、ジェイ エフ イー コンテイナー株式会社に社名変更。
  - 7月 - JFEコンテイナー株式会社に社名変更。
- 2007年（平成19年）8月 - 伊丹工場閉鎖。
- 2012年（平成24年）4月 - 子会社のJFE製缶株式会社が会社分割により（新）JFE製缶株式会社を設立。（新）JFE製缶と太陽製罐（日本製罐の子会社）の共同持株会社・JNMホールディングス株式会社を設立。従前のJFE製缶はJ缶管財株式会社に商号変更（2013年4月、当社に吸収合併）。
- 2013年（平成25年）
  - 4月 - JNMホールディングス・JFE製缶・太陽製罐が合併し、新生製缶株式会社となる。
  - 7月16日 - 大証と東証の現物株市場統合に伴い、東証二部に上場。
- 2022年（令和4年）
  - 7月28日 - 東証スタンダード市場上場廃止[2]。
  - 8月1日 - 簡易株式交換により、JFEスチールの完全子会社となる。

## 関係会社

### 連結子会社
- JFEドラムサービス株式会社
- JFE協和容器株式会社
- 杰富意金属容器（上海）有限公司（中国）
- 杰富意金属容器（浙江）有限公司（中国）
- 杰富意金属容器（江蘇）有限公司（中国）
- 杰富意金属容器（重慶）有限公司（中国）

### 持分法適用関連会社
- 株式会社ジャパンペール
- 新生製缶株式会社